# Eucatephia dinawa
Eucatephia dinawa är en fjärilsart som beskrevs av Bethune-Baker 1906. Eucatephia dinawa ingår i släktet Eucatephia och familjen nattflyn. Inga underarter finns listade i Catalogue of Life.